# Cima da Conegliano

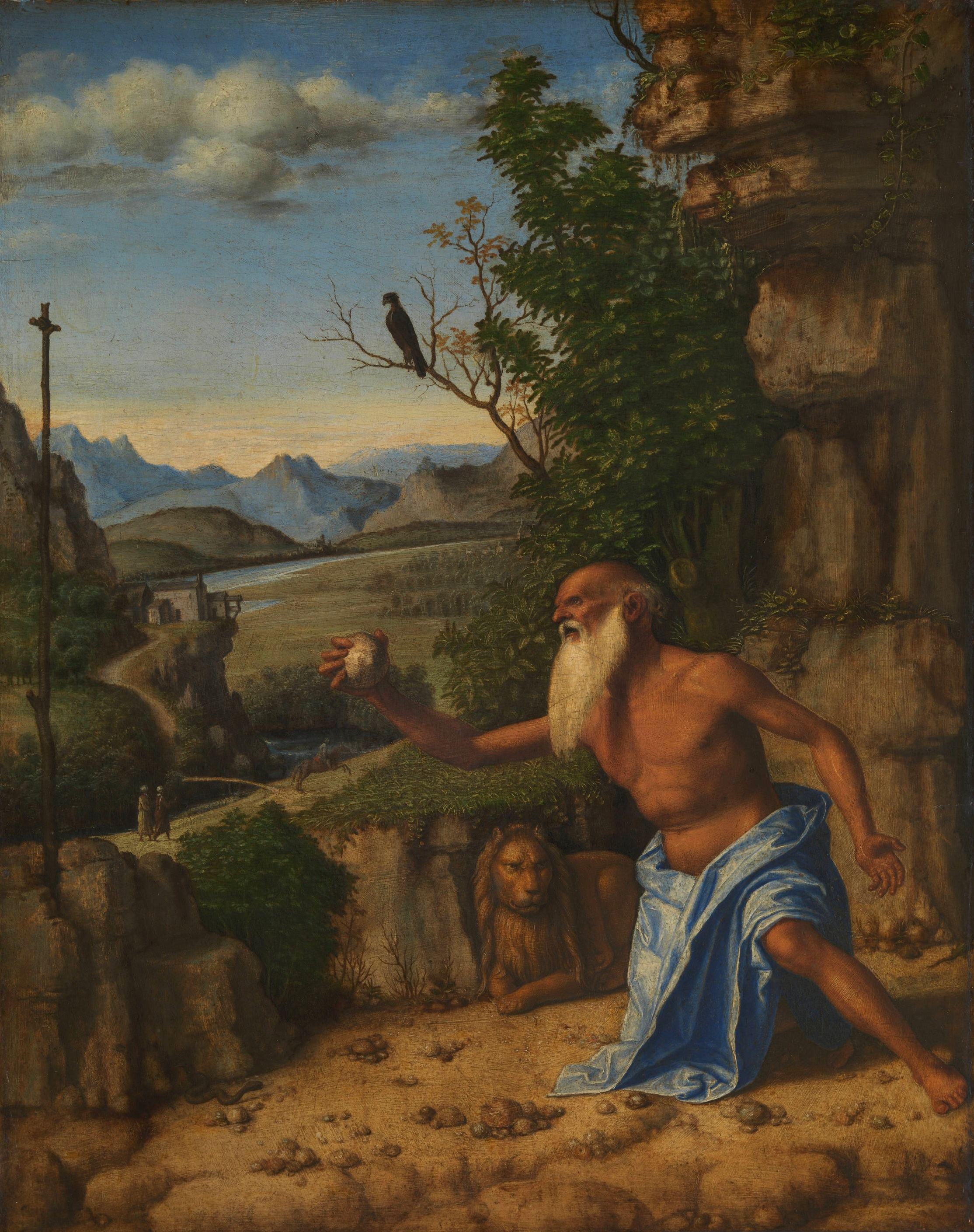
Sant Jeroni al desert (ca. 1505-1510), oli sobre taula, National Gallery, Londres

Giovanni Battista Cima (Conegliano, Vèneto, 1459/1460 - Conegliano, 1517/1518) fou un pintor italià, més conegut per Cima da Conegliano. No se sap qui fou el seu mestre, però la seva llarga residència a Conegliano i les influències artístiques que es noten en les seves obres abans d'establir-se a Venècia (quan ja contava 30 anys) han inclinat diversos biògrafs (Paoletti, Burckhardt, Lionello Venturi) a suposar que treballà a Vicenza, a l'estudi de Bartolomeus Montagna, pintor que s'havia assimilat per complet a l'estil d'Alvise Vivarini.
A aquest i a Gianni Bellini se'ls ha d'atribuir el parentesc artístic de Cima da Conegliano, així anomenat des del segle xvii per haver pintat moltes vegades en els fons de les seves composicions el cim de la serra de Conegliano.

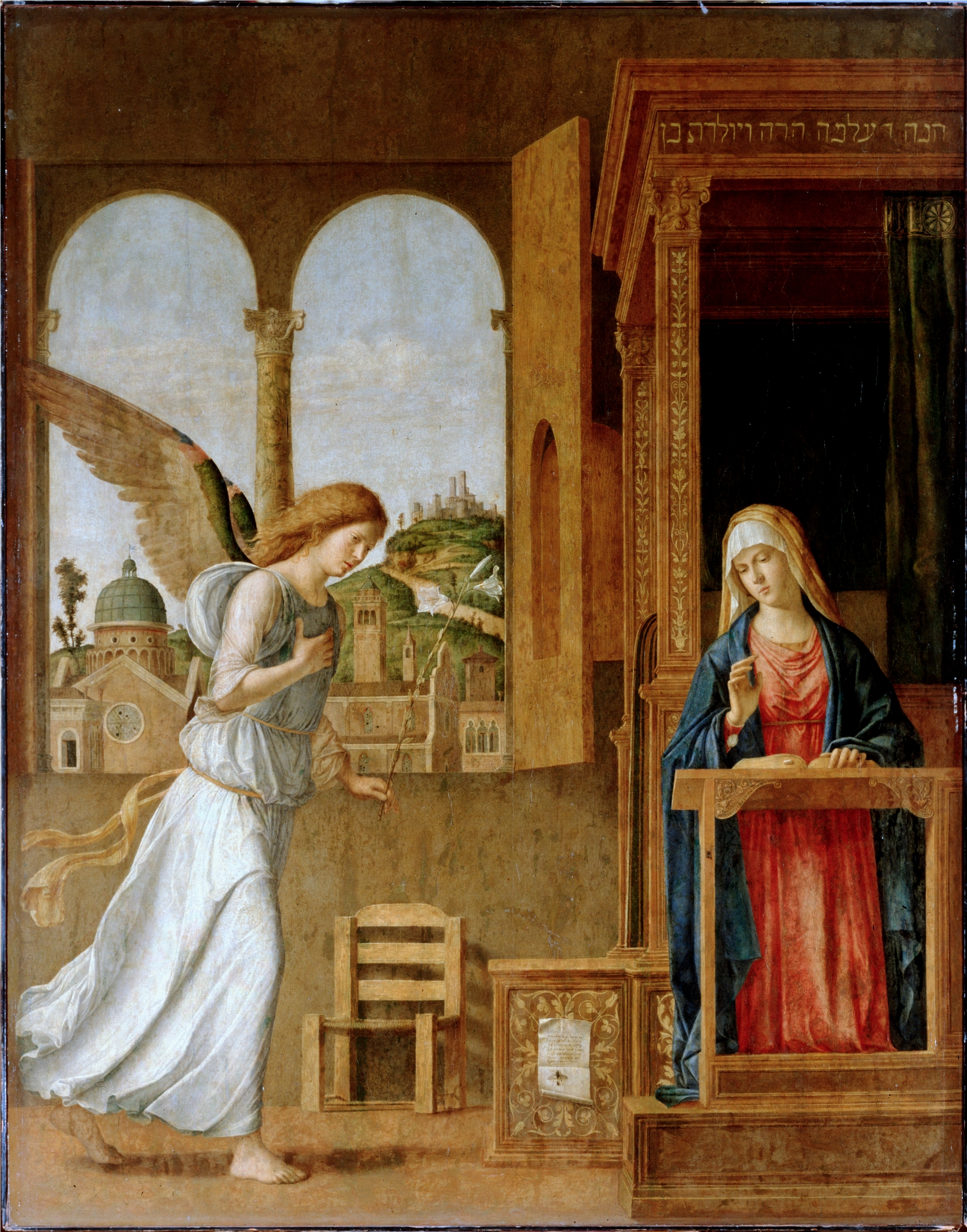
Anunciació (1495), oli sobre tela, 136,5 x 107 cm, Hermitage, Sant Petersburg

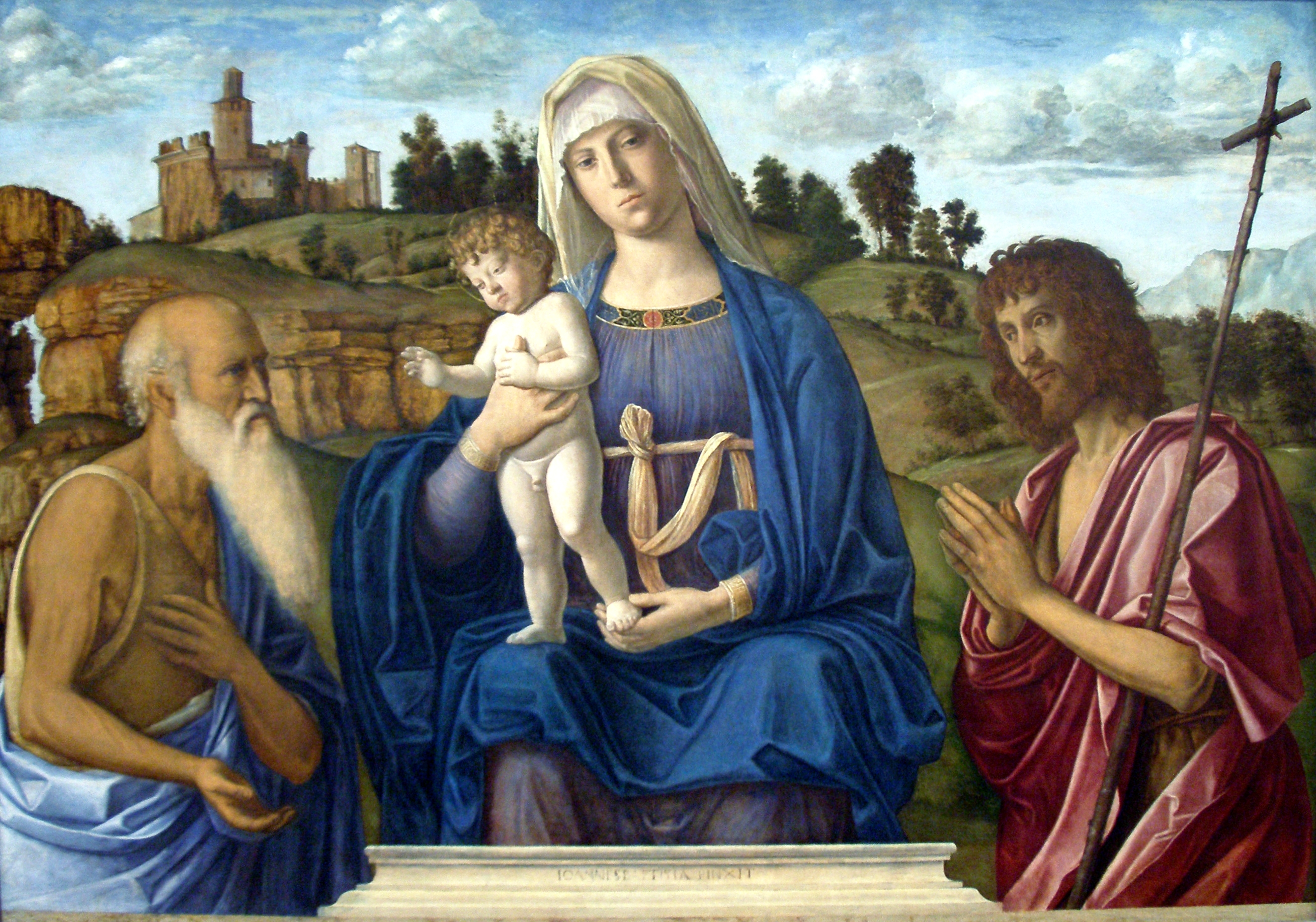
Sacra Conversazione (ca. 1495) oli sobre taula, 105 x 146 cm, National Gallery of Art, Washington

L'obra més antiga datada (1489) es conserva al Museu de Vicenza i representa la Verge en un tron, entre els àngels; en lloc de la volta tancada, pintada per Vivarini, corona la composició una arquació amb diversos espais pels que hi floreixen fermes fulles de vímet.
El 1492 s'establí a Venècia, i si bé la seva personalitat artística era manifesta, l'estudi de les grans obres de Bellini i la tècnica de la pintura a l'oli modificaren el seu estil perdent la ingenuïtat de ses primeres obres, però assolint una grandiositat superior a la dels pintors dels seu temps.
El 1493 acabà la pintura del retaule que es conserva en la catedral de Conegliano, en la qual semblava que havia abandonat la gràcia i força del seu estil, influït per les grans obres dels venecians, però en el Sant Joan Baptista en èxtasi (Madona dell'Orto), envoltada dels sants Pere, Pau, Marc i Jeroni, recobra amb majors forces les seves qualitats de sobrietat i serena grandesa, afirmant-les encara millor en el Baptisme de Crist (1494), que es conserva a l'església de Sant Joan in Bragora, de Venècia, obra en la que l'artista sobresurt a l'escola de la que deriva.
Cima da Conegliano gaudí de gran fama, veient-se obligat a recórrer a l'ajuda de nombrosos auxiliars, entre els quals figuren com els seus millors deixebles Paolo di Sassoferrato i Boccaccio Boccaccino. Entre els imitadors, destacà Antonio Maria da Carpi.
Posseeixen obres de Cima les col·leccions de lord Brownlow (Ashridge), Quincy Shaw (Boston), Hertford House, Mond Taylor (Londres), Cook (Richmond) i la de lady Layard de Venècia; les esglésies d'Olera, del Carme i Sant Joan i Pau de Venècia i els museus de Bèrgam, Berlín (quatre obres), Dresden (dues obres), El Salvador i La Presentació de la Verge, que és una de les millors, Düsseldorf, Frankfurt, Londres (quatre obres, i una atribuïda), Milà (Pinacoteca Brera, vuit obres), Mòdena, Múnic, Parma (quatre obres), París, Venècia (sis obres a l'Acadèmia i una al seminari), Museu de Belles Arts de Caen (Trittico della Madonna col Bambino tra i santi Giorgio e Giacomo) i, Viena.
D'ençà molts anys no ha estat venuda cap obra autèntica de Cima da Conegliano; la darrera, La incredulitat de Sant Tomàs, va ser adquirida per la National Gallery de Londres.